# SGLT2-hämmare
SGLT2-hämmare (även kallat glifloziner) är en grupp av läkemedel som används för att behandla typ 2-diabetes, kronisk hjärtsvikt och kronisk njursjukdom. De verkar genom att blockera SGLT2, ett transportprotein som finns i njurarna. Det är en relativt ny läkemedelsgrupp, där den första SGLT2-hämmaren dapagliflozin godkändes i EU år 2012 för behandling av typ 2-diabetes.

## Verkningsmekanism
SGLT2 (Sodium-glucose co-transporter 2) är ett transportprotein som framför allt förekommer i proximala tubuli i njurarna. Dess funktion är att reabsorbera 90 % av det filtrerade glukoset som finns i primärurinen och föra tillbaka det till blodet. SGLT2-hämmare blockerar denna funktion genom att binda in till SGLT2 kompetitivt och hindra glukos från att reabsorberas. På detta sätt ökar man glukosutsöndringen i urinen och man får en sänkning av blodsockret hos patienter med typ 2-diabetes. Den ökade glukosutsöndringen till urinen leder även till en kaloriförlust varvid man vid många fall även kan se en sänkning av kroppsvikten.

## Medicinsk användning
Initialt användes SGLT2-hämmare enbart för behandling av typ 2-diabetes på grund av dess blodsockersänkande effekt. Dock har studier som har gjorts på senare tid kommit fram till att SGLT2-hämmare även har skyddande effekter på hjärta och njure varför SGLT2-hämmare numera ingår i standardbehandlingen av kronisk hjärtsvikt och kronisk njursjukdom.

### Exempel på SGLT2-hämmare godkända i Sverige
Varumärkesnamn i parentes
- Dapagliflozin (Forxiga)
- Empagliflozin (Jardiance)
- Kanagliflozin (Invokana)

## Biverkningar
Användning av SGLT2-hämmare har generellt en god tolerans hos de flesta personer men kan ibland ge upphov till ett flertal olika biverkningar. Några av de vanligaste förekommande biverkningarna av SGLT2-hämmare är genitala svampinfektioner och urinvägsinfektioner. Även yrsel, dehydrering och dysuri är relativt vanligt förekommande. En sällsynt men allvarlig biverkan är diabetesketoacidos som är ett potentiellt livshotande tillstånd. Ofta kan dessa vara normoglykemiska, vilket betyder att man kan få en diabetesketoacidos utan att blodsockernivåerna ökar nämnvärt. Med anledning av detta brukar man tillfälligt avbryta behandling med SGLT2-hämmare inför större operationer och sjukhusvistelser för allvarliga medicinska tillstånd. Typ 1-diabetiker bör starkt undvika behandling med SGLT2-hämmare på grund av den ökade risken för ketoacidos.